# U型ライブ
『U型ライブ』（ユーがたライブ）は、2014年3月31日から2015年3月20日まで北海道文化放送で放送されていた情報番組である。

## 概要
これまでの「U型テレビ」のキャスターを継承した上で、刷新される。コンセプトは、「北海道で何が起きているのか」を伝える「リアルタイム情報」。
2015年3月20日をもって番組は終了し、UHBにとっては開局以来初めてである大型情報ワイド番組『みんなのテレビ』を開始した。

## 放送時間
| 期間      | 期間      | 放送時間（JST）                       |
| --------- | --------- | ------------------------------------- |
| 2014.3.31 | 2014.9.26 | 月曜日 - 金曜日 15:45 - 16:40（55分） |
| 2014.9.29 | 2015.3.20 | 月曜日 - 金曜日 15:52 - 16:48（56分） |

## 出演者
メインキャスター
- 大村正樹
- 松本裕子
- 八木隆太郎（UHBアナウンサー） - 情報ハンター（生中継キャスター）も兼任。

コメンテーター
- 金村曉（野球評論家・スポーツキャスター、月曜）
- 北川久仁子（タレント・ラジオパーソナリティー、火曜）
- 千堂あきほ（女優・タレント、水曜）
- 小菅正夫（北海道大学客員教授・旭山動物園前園長、隔週木曜）
- 福津京子（フリーライター・元コミュニティーFM放送局長・「札幌人図鑑」インタビュアー、隔週木曜）
- 田中雅美（スポーツコメンテーター・元競泳日本代表、金曜） - 田中が東京や大阪などでの仕事を優先し、「U型ライブ」に出演できない場合は沢を始めとした代役ゲストが出演する。
- 沢英里子（フリーアナウンサー・元「UHBスーパーニュース」MC、金曜、主に田中が出演できない週に出演）

お天気キャスター
- 菅井貴子（気象予報士・防災士）

コーナー担当 / リポーター
- 石井雅子
- 遠藤麗奈
- 篠原巨樹
- 石黒佳奈
- 染井明希子（UHBアナウンサー）